# Liste der Bodendenkmäler in Erlbach (Oberbayern)
Auf dieser Seite sind die Bodendenkmäler in der oberbayerischen Gemeinde Erlbach zusammengestellt. Diese Tabelle ist eine Teilliste der Liste der Bodendenkmäler in Bayern. Grundlage ist die Bayerische Denkmalliste, die auf Basis des Bayerischen Denkmalschutzgesetzes vom 1. Oktober 1973 erstmals erstellt wurde und seither durch das Bayerische Landesamt für Denkmalpflege geführt wird. Die folgenden Angaben ersetzen nicht die rechtsverbindliche Auskunft der Denkmalschutzbehörde.

## Bodendenkmäler in Erlbach
| Lage                     | Objekt | Akten-Nr.     | Bild                                                          |
| ------------------------ | --- | ------------- | ------------------------------------------------------------- |
| (Standort)               | Burgstall des hohen Mittelalters sowie untertägige spätmittelalterliche und frühneuzeitliche Befunde im Bereich der katholischen Filial- und Wallfahrtskirche St. Leonhard in Steinhausen. | D-1-7642-0002 |                                                               |
| (Standort)               | Ringwall des frühen Mittelalters. | D-1-7642-0003 |                                                               |
| (Standort)               | Siedlung vor- und frühgeschichtlicher Zeitstellung. | D-1-7642-0013 |                                                               |
| (Standort)               | Bestattungsplatz mit Kreisgräben und Siedlung vor- und frühgeschichtlicher Zeitstellung sowie Pestfriedhof der frühen Neuzeit (1648/49).                                                   | D-1-7642-0015 |                                                               |
| Dorfstraße 13 (Standort) | Untertägige spätmittelalterliche und frühneuzeitliche Befunde im Bereich der katholischen Pfarrkirche St. Petrus und Paulus in Erlbach.                                                    | D-1-7642-0016 | Untertägige spätmittelalterliche und frühneuzeitliche Befunde |
| (Standort)               | Untertägige mittelalterliche und frühneuzeitliche Befunde im Bereich der katholischen Filialkirche St. Michael in Endlkirchen.                                                             | D-1-7642-0017 | Untertägige mittelalterliche und frühneuzeitliche Befunde     |
| (Standort)               | Siedlung vor- und frühgeschichtlicher Zeitstellung. | D-1-7642-0018 |                                                               |
| (Standort)               | Grabhügel mit Bestattungen der Bronzezeit. | D-1-7742-0020 |                                                               |
| (Standort)               | Untertägige spätmittelalterliche und frühneuzeitliche Befunde im Bereich der katholischen Nebenkirche St. Nikolaus und Florian in Birnbach.                                                | D-1-7742-0150 |                                                               |
| (Standort)               | Siedlung vorgeschichtlicher Zeitstellung. | D-1-7742-0153 |                                                               |